# Лео фон Єна
Лео Фердинанд фон Єна (нім. Leo Ferdinand von Jena; 8 липня 1876, Вісбаден — 7 квітня 1957, Целле) — німецький військовий діяч, группенфюрер СС і генерал-лейтенант військ СС.

## Біографія
Одинадцята дитина генерала піхоти Едуарда фон Єна і його дружини Елізабет Августи Кароліни Гелени, уродженої баронеси фон Дальвіґ.
Після закінчення гімназії в травні 1896 року Єна вступив фанен-юнкером в Імперську армію. З 1913 року — особистий ад'ютант принца Фрідріха Карла Прусського. Учасник Першої світової війни.
Після війни продовжив службу в рейхсвері. Єна залишився переконаним монархістом, називав учасників Листопадової революції злочинцями. 16 грудня 1918 року разом з іншими офіцерами-монархістами заснував Національну асоціацію німецьких офіцерів. 12 січня 1919 року вступив у один із добровольчих корпусів. 31 грудня 1920 року добровільно пішов у відставку. В 1921 році вступив у Сталевий шолом, де подружився з Паулем Гауссером.
З 1 лютого 1934 року — член керівництва Націонал-соціалістичного імперського союзу ветеранів. Пауль Гауссер переконав Єну вступити в СС, що той і зробив 9 листопада 1936 року (особистий номер 277 326). Генріх Гіммлер присвоїв йому почесне звання штурмбаннфюрера СС і призначив керівником штабу Головного управління СС. 30 січня 1937 року підвищений до оберштурмбаннфюрера СС і призначений начальником штабу рейхсфюрера СС. 1 травня 1937 року вступив в НСДАП (партійний квиток № 4 359 167).
У вересні 1939 року переведений в підрозділи «Мертва голова» і призначений командиром 5-го штандарту СС «Мертва голова» в Оранієнбурзі. В липні 1940 року очолив щойно створений 8-й штандарт СС «Мертва голова» в Кракові. Цей штандарт активно використовувався для виконання «спеціальних поліцейських завдань» в окупованій Польщі, в тому числі і для боротьби з партизанами. З 1 квітня 1941 року — командувач частинами військ СС, розміщеними в Берліні. 10 лютого 1942 року написав листа Гіммлеру, в якому просив звільнити його із цієї посади за станом здоров'я. 1 березня 1938 року звільнений з посади. 17 листопада 1943 року написав нового листа Гіммлеру, в якому просив відправити його на пенсію. 18 грудня 1943 року звільнений з військ СС і переведений у загальні СС. Подальша кар'єра Єни невідома.
Лідери СС неодноразово піддавали критиці Єну, оскільки він вважався відданим монархістом до 1943 року, коли Єна відкрито визнав свою відданість нацизму.
2 травня 1945 року потрапив у британський полон, після звільнення поселився в Целле. В 1949—1950 роках був членом Соціалістичної імперської партії Німеччини (заборонена в 1952 році як правоекстремістська організація), однак покинув її, оскільки не зміг зайняти в ній керівну посаду. Певний час був членом Організації взаємодопомоги колишніх бійців військ СС (ХІАГ), в якій теж не зміг зайняти керівну посаду. Після виходу з ХІАГ став членом Ліги німецьких офіцерів — асоціації колишніх офіцерів рейхсверу і вермахту. В 1956 році покинув Лігу і більше не вступав у жодну організацію. 7 квітня 1957 року помер внаслідок хвороби.

## Нагороди
- Столітня медаль
- Лицарський хрест ордена Грифа
- Почесний хрест (Ройсс) 3-го класу з короною
- Хрест «За вислугу років» (Пруссія)

### Перша світова війна
- Залізний хрест 2-го і 1-го класу
- Лицарський хрест ордена дому Гогенцоллернів з мечами
- Військовий Хрест Фрідріха-Августа (Ольденбург) 2-го і 1-го класу
- Хрест «За військові заслуги» (Мекленбург-Шверін) 1-го класу

### Міжвоєнний період
- Почесний хрест ветерана війни з мечами[1]
- Цивільний знак СС (№ 192 576)
- Йольський свічник (грудень 1936)
- Кільце «Мертва голова»
- Почесна шпага рейхсфюрера СС
- Пам'ятна військова медаль (Угорщина)
- Почесний кут старих бійців

### Друга світова війна
- Хрест Воєнних заслуг 2-го і 1-го класу з мечами